# Laurent Pietraszewski
Laurent Pietraszewski, né le 19 novembre 1966 à Saint-Denis (Seine), est un homme politique français.
Avant d'entrer en politique, il fait carrière au sein du groupe Auchan où il exerce différents postes de cadre.
Il rejoint La République en marche (LREM) à sa création, puis est élu député en juin 2017 dans la 11e circonscription du Nord. Il occupe différentes fonctions à l'Assemblée nationale, dont celles de rapporteur du projet de loi de ratification des ordonnances visant à mettre en œuvre la réforme du code du travail, porte-parole du groupe LREM et coordinateur du groupe au sein de la commission des Affaires sociales.
En décembre 2019, il est nommé secrétaire d'État au sein du second gouvernement Édouard Philippe pour porter le projet de réforme des retraites, en remplacement de Jean-Paul Delevoye. En mai 2020, il est chargé de la protection de la santé des salariés contre l'épidémie de Covid-19. Entre le 26 juillet 2020 et le 20 mai 2022, il est secrétaire d'État, auprès de la ministre du Travail, de l'Emploi et de l'Insertion, chargé des Retraites et de la Santé au travail dans le gouvernement Jean Castex.
Tête de liste LREM lors des élections régionales de 2021 dans les Hauts-de-France, il est éliminé dès le premier tour avec un score de 9,1 %.

## Biographie

### Famille et formation
Laurent Dominique Henri Pietraszewski naît à Saint-Denis, alors dans le département de la Seine, le 19 novembre 1966, de parents commerçants et artisans d'origine polonaise dans le Vieux-Lille. Il grandit jusqu'à l'âge de six ans à Épinay-sur-Seine, puis passe son adolescence à Lambersart, près de Lille.
Il est titulaire d'un DEA en économie appliquée de l'université de Lille I.
Il est marié et a deux filles.

### Carrière professionnelle
Laurent Pietraszewski entre chez Auchan en 1990, où il occupe un poste dans les ressources humaines pendant huit ans dans sept sites différents, dont ceux de Béthune et Roncq. De 2010 jusqu'au moment de son élection en 2017, il est responsable de la gestion des carrières, du recrutement et de l'évaluation au sein du groupe Auchan,.
Le 21 mars 2024, alors qu'il n'occupe plus aucun mandat politique et après que Daniel Kretinsky lui ai demandé de devenir le futur président du conseil d’administration du groupe Casino, la Haute autorité pour la transparence de la vie publique l'autorise à occuper ce poste sous réserve de respecter certaines mesures de précaution,.
Il s'est investi dans l'association Force femmes qui accompagne des femmes de plus de 45 ans dans leurs démarches de retour à l'emploi et de création d'entreprise. Il est aussi membre du conseil d'administration de l'Institut du marketing et du management de la distribution (IMMD) à Roubaix.

### Parcours politique

#### Député

##### Élection
Laurent Pietraszewski rejoint En marche (devenu La République en marche) dès sa création en 2016. Il s'attache alors à fédérer les comités du parti dans le secteur d'Armentières.
Il est élu député de la onzième circonscription du Nord lors des élections législatives de 2017 à la suite du sortant Yves Durand (PS), non candidat à sa réélection. Sa suppléante est Florence Morlighem. Arrivé en tête au premier tour avec 30,63 % des voix, il est élu au deuxième tour contre Nathalie Acs du Front national avec 67,17 % des suffrages exprimés,.

##### Fonctions à l'Assemblée nationale
Laurent Pietraszewski est membre de la commission des Affaires sociales à l'Assemblée nationale. Il est le coordinateur du groupe LREM au sein de celle-ci à partir de janvier 2018,. Selon le journal L'Opinion, Laurent Pietraszewski fait partie « des poids lourds du groupe LREM » à l'Assemblée nationale. En juillet 2019, à l'occasion de la remise en jeu des postes au sein de la majorité, il se porte candidat à la présidence de la commission, occupée par Brigitte Bourguignon. Il est éliminé dès le premier tour. À partir de septembre 2019, il est porte-parole du groupe LREM.

##### Activité législative
Laurent Pietraszewski porte devant l'Assemblée nationale, dès juillet 2017, le rapport du « projet de loi d’habilitation à prendre par ordonnances les mesures pour le renforcement du dialogue social » destiné à réformer le code du travail. À cette occasion, il présente plusieurs amendements ou sous-amendements, notamment sur les modalités de la priorité à la réembauche accordée à un salarié dont le CDI a été rompu lorsque le projet sur lequel il travaillait a été mené à son terme ; sur l’encadrement de la rupture conventionnelle collective ; et sur les cas de figure où une organisation syndicale représentative peut désigner dans une entreprise un délégué sans que celui-ci ait obtenu 10 % des voix lors des élections professionnelles, en donnant un peu plus de latitude aux organisations de salariés. L'un de ses amendements permet, par ordonnance, de modifier « les règles de prise en compte de la pénibilité au travail » : celui-ci a été, selon Mediapart, « moteur dans le détricotage du dispositif de réparation » en écartant « quatre facteurs de pénibilité qui permettaient à certains salariés d’être formés pour changer de métier ou de partir plus tôt à la retraite : les postures pénibles, les manutentions manuelles de charges, ainsi que l’exposition aux vibrations mécaniques et aux agents chimiques dangereux ». Dans la continuité, il est désigné rapporteur du projet de loi de ratification de ces mêmes ordonnances en octobre 2017,. À partir de mai 2019, il assure l'évaluation de ces ordonnances avec son collègue Boris Vallaud (PS).
Il est membre du Conseil d'orientation des retraites (COR) et coordonne l'action des 38 ambassadeurs chargés de communiquer sur la réforme de la retraite. Le Figaro l'identifie comme l'un des quatre députés les plus exposés pour la rentrée parlementaire 2019 en raison de ses responsabilités sur la réforme des retraites en préparation, dont il devait être le rapporteur à l'Assemblée. Mediapart relève qu'en octobre 2018, il a interpellé Agnès Buzyn, ministre de la Santé et des solidarités, en contredisant la doctrine qui sera adoptée par le gouvernement au sujet de l'instauration d'un « âge d'équilibre », affirmant qu'« il ne s'agit donc plus de mettre en œuvre une réforme paramétrique, comme cela a été fait précédemment, en décalant l'âge légal de départ à la retraite ou en allongeant la durée de cotisation ». Le journal ajoute qu'il « est en ligne avec la stratégie de l’exécutif consistant à consulter sans négocier, comme c’est le cas depuis l’élection d’Emmanuel Macron ».
Il travaille également à l'élaboration de la réforme de l’assurance chômage.

#### Secrétaire d'État
Laurent Pietraszewski intègre le deuxième gouvernement Édouard Philippe le 18 décembre 2019 comme secrétaire d'État chargé des retraites, pour succéder à Jean-Paul Delevoye — qui était doté du statut de haut-commissaire —, contraint à la démission deux jours plus tôt. Il quitte l'Assemblée nationale le 18 janvier 2020,.
Dans les heures suivant sa nomination, deux polémiques relatives à ses fonctions précédentes chez Auchan éclatent. Il est dans un premier temps reproché à Laurent Pietraszewski d’avoir touché, en août 2019, un montant élevé du groupe Auchan, transaction déclarée à la haute autorité pour la transparence de la vie publique et qui correspondait en fait à une indemnité de licenciement perçue après la suppression du poste qu’il occupait avant son élection. Par la suite, la mise à pied et la plainte pour vol contre une caissière déléguée syndicale à la suite d’une erreur de caisse bénigne dans le magasin Auchan de Béthune, décidées par Laurent Pietraszewski en 2002 alors qu’il était directeur des ressources humaines du distributeur, sont abondamment commentées.
Il porte pour le gouvernement la réforme des retraites composée de deux projets de loi, un ordinaire et un organique, présentés le 24 janvier 2020 au conseil des ministres. Le projet de loi ordinaire instituant un système universel est examiné par la commission spéciale de l’Assemblée nationale du 3 février au 11 février 2020 sans parvenir à adopter le texte. En séance publique, il est adopté à la suite de l’utilisation du troisième alinéa de l’article 49 de la Constitution le 4 mars. Le projet de loi organique est adopté le 12 février 2020 par la commission spéciale et le 5 mars par la séance publique.
Dans le contexte de la pandémie de covid-19, l’examen du projet de loi sur le système universel de retraites est suspendu. Laurent Pietraszewski travaille alors, avec Muriel Pénicaud, ministre du Travail, sur les problématiques de santé au travail, et notamment sur la mise en œuvre des protocoles de reprise d’activité dans les entreprises. Il devient officiellement chargé de la protection de la santé des salariés contre l'épidémie de Covid-19 auprès de la ministre du travail le 19 mai 2020.
Il est maintenu au sein du gouvernement Jean Castex, formé en juillet 2020, sous l'intitulé de secrétaire d'État chargé des Retraites et de la Santé au travail.
Le 20 mai 2022, son secrétariat d’État n'est pas reconduit dans le gouvernement Borne. Le 21 juin 2022, il redevient automatiquement député pour le dernier jour de la XVe législature, un mois après la fin de ses fonctions gouvernementales, comme les autres députés nommés au gouvernement. Il se représente aux élections législatives intervenant dans le même temps, mais est battu au second tour dans la onzième circonscription du Nord avec 43,73 % des voix par le candidat de la NUPES, Roger Vicot (56,27 %).

### Élections régionales de 2021
Il dirige la liste LREM - MoDem pour la région Hauts-de-France aux élections régionales de 2021. Avec 9,1 % des voix, celle-ci est éliminée au premier tour. Une défaite qualifiée de « cinglante » par Le Monde. Il annonce qu’il votera Xavier Bertrand au second tour pour faire barrage au Rassemblement national,.

## Distinction
- Chevalier de l'ordre national du Mérite (23 novembre 2022)[44].